# ラフ・コーヒー

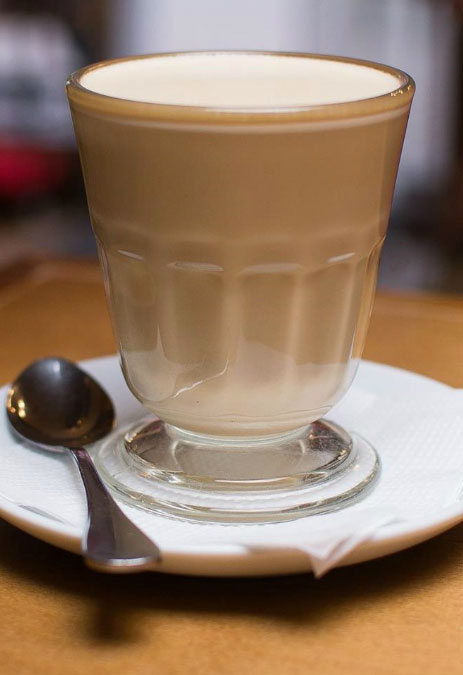
ラフ・コーヒー

ラフ・コーヒー（略して「ラフ」）は、2000年代後半に登場した、ロシアと旧ソ連諸国で人気のあるコーヒー飲料。1杯のエスプレッソに、クリームを蒸気で加熱することでできた、少量の泡（0.5センチ）を加えることで作られる。ラテとの主な違いは、牛乳の代わりにバニラシュガーとクリームを用いることである。多くの場合、シロップを加えて供される。

## 淹れ方
まず、さまざまなコーヒーシロップを容器に注ぎ、次に35 mlのエスプレッソを注ぐ。次に、バニラシュガーとともに脂肪分15％以下の温めたクリームを加え、クリーマーですべての材料を65度になるまで加熱する。多くの場合、ラフを淹れるときに粉末のシナモンが振りかけられる 。特殊な材料を加えた様々なバリエーションが存在する。アルコール、砂糖の代わりに蜂蜜、ラベンダーなどである。

## 歴史
伝説によると、1996年から1997年にモスクワのカフェ「コーヒービーン（ Coffee Bean ）」での実験の結果、ラフコーヒーが誕生した。ラファエルという名前のカフェの客は、普通のコーヒーを拒否し、バリスタによる実験の結果、牛乳を含む通常のコーヒーより、柔らかく甘い味のコーヒーが生まれた。後に、この飲み物を気に入った客たちは「ラフのようなコーヒー」を頼むようになり、そして徐々に名前は「ラフ・コーヒー」あるいは単に「ラフ」と短くなった。徐々に、バリスタが他のカフェに移動するにつれて、この飲み物はそこで提供されるようになり、ロシア中のカフェで人気を集めた。モスクワとロシアでは非常に人気のある飲み物だと見なされている。2018年までに、ラフコーヒーはロシアを越えて広がり、ウクライナ 、ベラルーシ、カザフスタン のカフェでもラフコーヒーは提供されている。ラフコーヒーはCIS諸国以外ではほとんど知られていない （外国のカフェでのラフコーヒー（rough coffee）は普通の粗挽きコーヒーと呼ばれ、特定特殊な苦味が一部のコーヒー好きから評価されている ）が、一部のデータによれば、一部のチェコのカフェやインドネシア でさえ作られている。
ロシアのコーヒーの専門家の中には、クリームとバニラシュガーの味がエスプレッソの香りを消すとラフコーヒーを批判する者もいるが、このコーヒーがロシア発の新たなコーヒーの数少ないうちの1つであることを認めている。これ以外に、かなり甘い飲み物が人気という事実は、ロシアのコーヒー文化の際立った特徴として示されている。